# Michelle Fairley
Michelle Fairley (Coleraine, 11 luglio 1963) è un'attrice nordirlandese.
È nota per il ruolo di Lady Catelyn Stark nella serie tv Il Trono di Spade.

## Biografia
Fairley è nata a Coleraine, nell'Irlanda del Nord.
È un'attrice di teatro, e ha lavorato sia al cinema sia in televisione. È apparsa nelle fiction televisive inglesi The Bill, Holby City, Heartbeat e Inspector Morse.
È stata scelta per interpretare la madre di Hermione Granger nel film Harry Potter e i Doni della Morte - Parte 1.
Dal 2011 al 2013 ha fatto parte del cast principale della serie televisiva statunitense Il Trono di Spade nel ruolo di Lady Catelyn Stark.

## Filmografia

### Cinema
- Città segreta, regia di Stephen Poliakoff (1988)
- L'agenda nascosta (Hidden Agenda), regia di Ken Loach (1990)
- La figlia di un soldato non piange mai (A Soldier's Daughter Never Cries), regia di James Ivory (1998)
- Ideus Kinky - Un treno per Marrakech (Hideous Kinky), regia di Gillies MacKinnon (1998)
- The Second Death, regia di John Michael McDonagh - cortometraggio (2000)
- The Others, regia di Alejandro Amenábar (2001)
- Shearing, regia di Eicke Bettinga - cortometraggio (2002)
- Suicide Man, regia di Craig Pickles - cortometraggio (2009)
- Cup Cake, regia di Colin McIvor (2010)
- Anton Chekhov's The Duel, regia di Dover Koshashvili (2010)
- I segreti della mente (Chatroom), regia di Hideo Nakata (2010)
- Harry Potter e i Doni della Morte - Parte 1 (Harry Potter and the Deathly Hallows - Part 1), regia di David Yates (2010)
- The Invisible Woman, regia di Ralph Fiennes (2013)
- Philomena, regia di Stephen Frears (2013)
- Ironclad 2, regia di Jonathan English (2014)
- Heart of the Sea - Le origini di Moby Dick (In the Heart of the Sea), regia di Ron Howard (2015)
- Nessuno deve sapere (L'Ombre d'un mensonge), regia di Bouli Lanners (2021)
- Piccole cose come queste (Small Things Like These), regia di Tim Mielants (2024)

### Televisione
- Saracen – serie TV, episodio 1x06 (1989)
- 4 Play – serie TV, episodio 1x08 (1990)
- Theatre Night – serie TV, episodio 5x04 (1990)
- Casualty – serie TV, episodio 6x02 (1991)
- Children of the North – serie TV (1991)
- Lovejoy – serie TV, episodio 3x09 (1992)
- Screenplay – serie TV, episodio 7x02 (1992)
- Screen Two – serie TV, episodi 8x02-9x03 (1992-1993)
- Comics, regia di Diarmuid Lawrence – film TV (1993)
- Cardiac Arrest – serie TV, episodio 1x02 (1994)
- Life After Life, regia di Tim Fywell – film TV (1995)
- Ispettore Morse (Inspector Morse) – serie TV, episodio 8x01 (1995)
- The Precious Blood, regia di John Woods – film TV (1996)
- A Mug's Game, regia di David Blair – film TV (1996)
- Safe and Sound – serie TV, 6 episodi (1996)
- The Broker's Man – serie TV, 6 episodi (1997)
- The History of Tom Jones, a Foundling – miniserie TV, 4 puntate (1997)
- Vicious Circle, regia di David Blair – film TV (1999)
- Births, Marriages and Deaths – serie TV, 4 episodi (1999)
- McCready and Daughter, regia di A.J. Quinn – film TV (2000)
- In Deep – serie TV, episodi 1x01-1x02 (2001)
- Rebus – serie TV, episodi 1x03-1x04 (2001)
- Holby City – serie TV, episodio 6x06 (2003)
- The Clinic – serie TV, episodio 1x06 (2003)
- Ahead of the Class, regia di Adrian Shergold – film TV (2005)
- The Golden Hour – serie TV, episodio 1x04 (2005)
- Strictly Confidential – serie TV, episodio 1x02 (2006)
- Trial & Retribution – serie TV, episodio 10x09 (2007)
- The Street – serie TV, episodio 2x06 (2007)
- Una breve vacanza in Svizzera (A Short Stay in Switzerland), regia di Simon Curtis – film TV (2009)
- Lark Rise to Candleford – serie TV, episodio 2x10 (2009)
- Best: His Mother's Son, regia di Colin Barr – film TV (2009)
- Taggart – serie TV, episodio 25x04 (2009)
- Misfits – serie TV, episodi 1x01-1x02 (2009)
- L'ispettore Barnaby (Midsomer Murders) – serie TV, episodio 13x06 (2010)
- Human Target – serie TV, episodio 1x11 (2010)
- Testimoni silenziosi (Silent Witness) – serie TV, episodi 14x05-14x06 (2011)
- Il Trono di Spade (Game of Thrones) – serie TV, 25 episodi (2011-2013)
- Suits – serie TV, 8 episodi (2013)
- 24: Live Another Day – miniserie TV, 8 puntate (2014)
- Resurrection – serie TV, 13 episodi (2014-2015)
- Rebellion – serie TV, 5 episodi (2016)
- Fortitude – serie TV, 10 episodi (2017)
- The White Princess, regia di Jamie Payne e Alex Kalymnios – miniserie TV (2017)
- The Feed – serie TV, 10 episodi (2019)
- Gangs of London – serie TV, 9 episodi (2020-in corso)
- La regina Carlotta: Una storia di Bridgerton (Queen Charlotte: A Bridgerton Story), regia di Tom Verica – miniserie TV (2023)
- The Gone – serie TV, 6 episodi (2023)

## Premi e riconoscimenti
| Anno | Premio                          | Titolo                 | Categoria                                                | Risultato       |
| ---- | ------------------------------- | ---------------------- | -------------------------------------------------------- | --------------- |
| 2010 | Irish Film and Television Award | Best: His Mother's Son | miglior attrice protagonista in TV                       | Candidato/a     |
| 2012 | Irish Film and Television Award | Il Trono di Spade      | miglior attrice protagonista in TV                       | Candidato/a     |
| 2012 | Screen Actors Guild Award       | Il Trono di Spade      | miglior cast                                             | Candidato/a     |
| 2013 | Gold Derby Awards               | Il Trono di Spade      | miglior attrice televisiva drammatica                    | Candidato/a     |
| 2014 | Irish Film and Television Award | Il Trono di Spade      | miglior attrice non protagonista in TV                   | Vincitore/trice |
| 2014 | Screen Actors Guild Award       | Il Trono di Spade      | miglior cast                                             | Candidato/a     |
| 2014 | Saturn Awards                   | Il Trono di Spade      | miglior attrice non protagonista in televisione          | Candidato/a     |
| 2016 | Irish Film and Television Award | Rebellion              | miglior attrice non protagonista in una serie drammatica | Candidato/a     |

## Doppiatrici italiane
Nelle versioni in italiano delle opere in cui ha recitato, Michelle Fairley è stata doppiata da:
- Emanuela Rossi ne Il Trono di Spade, 24: Live Another Day, Crossing Lines, The White Princess, La regina Carlotta: Una storia di Bridgerton
- Roberta Pellini in Philomena, Suits, Heart of the Sea - Le origini di Moby Dick
- Francesca Fiorentini in La figlia di un soldato non piange mai, Gangs of London (st. 3)
- Laura Romano in Fortitude
- Francesca Guadagno in The Others
- Rossella Izzo in Resurrection
- Cristiana Rossi in Gangs of London (st. 1-2)
- Irene Di Valmo in Nessuno deve sapere
- Alessandra Korompay in Piccole cose come queste